# Estación de Wick
La estación de Wick (en inglés:Wick railway station) es una estación de ferrocarril ubicada en localidad de Wick, en el consejo unitario de Highland, en el norte de Escocia, Reino Unido. La estación es la terminal de la línea de ferrocarril Far North Line y se ubica cerca de la estación de policía de Wick y del Hospital General de Caithness, en el antiguo condado de Caithness.

## Historia
La estación fue construida por el Sutherland and Caithness Railway (Ferrocarril de Sutherland y Caithness) e inaugurada en 1874. El 1 de julio de 1903, la estación se convirtió en el cruce de Wick and Lybster Light Railway (Ferrocarril de Wick y Lybster). Los últimos trenes a Lybster circularon en 1944, aunque la línea no fue oficialmente cerrada hasta 1951.

## Servicios
La estación de Wick presta servicios a la Far North Line, siendo la terminal de la línea junto con la estación de Thurso. Sin embargo, los servicios provenientes de Inverness, después de llegar a Thurso, retornan a la salida en la estación de Georgemas Junction y continúan hacia Wick, por lo que la estación de Wick es la terminal de facto.